# Schlumbergera opuntioides
A Schlumbergera opuntioides faj egy ritkán tartott, és különleges, rokonaitól merőben különböző alkatú kaktusz.

## Elterjedése és élőhelye
Brazília:  Minas Gerais, Rio de Janeiro, Sao Paulo államok, Serra da Mantiqueira (Serra do Ibitipoca, Serra do Itatiaia, Campos do Jordao) köderdejei, 1600–2500 m tengerszint feletti magasságban. A növény leginkább sziklák árnyékában telepszik meg.

## Jellemzői
Többé-kevésbé lecsüngő hajtásrendszerű, igen erőteljesen elágazó. Szárszegmensei 5–7 cm hosszúak, megnyúlt-tojásdad alakúak, igen hasonlóak lehetnek az Opuntia genus kladódiumaihoz, szórtan elhelyezkedő areolákat hordoznak melyek gyakran tövisesek. Az öreg szárszegmensek terebélyesek, sok areolával és számos rövid sárga tövissel. Virágai 5 cm hosszúak, bíborszínűek, zigomorfak. A magház 3,5 cm hosszú. A pericarpium mentes a tövisektől. A termés zöldes színű, némi pirosas árnyalattal. A magok sötétvörös színűek.

## Rokonsági viszonyai
Az Epiphyllanthus subgenus tagja.